# 长丝弓鱼
长丝弓鱼（学名：Racoma dolichonema）为鲤科弓鱼属的鱼类，俗名甲鱼、缅鱼，是中国的特有物种。分布于金沙江、雅砻江水系上游等，多栖息于高原山区河流深水处。该物种的模式产地在金沙江。

## 扩展阅读
維基物種上的相關：长丝弓鱼